# New Holland (Pennsylvanie)
Pour les articles homonymes, voir Nouvelle-Hollande.
New Holland (en allemand de Pennsylvanie : Seischwamm) est un borough situé dans le comté de Lancaster, en Pennsylvanie. C'est la ville natale de Richard D. Winters, célèbre officier américain de la Seconde Guerre mondiale.

## Démographie
| Groupe            | New Holland | Pennsylvanie | États-Unis |
| ----------------- | ----------- | ------------ | ---------- |
| Blancs            | 88,0        | 81,9         | 72,4       |
| Autres            | 3,2         | 2,4          | 6,2        |
| Afro-Américains   | 3,1         | 10,9         | 12,6       |
| Asiatiques        | 3,1         | 2,8          | 4,8        |
| Métis             | 2,4         | 1,9          | 2,9        |
| Amérindiens       | 0,3         | 0,2          | 0,9        |
| Total             | 100         | 100          | 100        |
|                   |             |              |            |
| Latino-Américains | 8,2         | 5,7          | 16,7       |

Selon l'American Community Survey, pour la période 2011-2015, 89,14 % de la population âgée de plus de 5 ans déclare parler l'anglais à la maison, 3,49 % déclare parler l'espagnol, 3,33 % le serbo-croate, 1,72 % le vietnamien, 1,03 % une langue hmong, 0,68 % le tagalog et 0,60 % une autre langue.

## Source
- (en) Cet article est partiellement ou en totalité issu de l’article de Wikipédia en anglais intitulé « New Holland, Pennsylvania » (voir la liste des auteurs).

1. ↑  (en) « New Holland, PA Population - Census 2010 and 2000 », sur censusviewer.com (consulté le 2 mars 2016).
2. ↑  (en) « Population of Pennsylvania - Census 2010 and 2000 », sur censusviewer.com (consulté le 2 mars 2016).
3. ↑  (en) « American FactFinder - Results », sur factfinder.census.gov (consulté le 26 mars 2017)